# تونی کی (کارگردان)
تونی کی (انگلیسی: Tony Kaye؛ زادهٔ ۸ ژوئیهٔ ۱۹۵۲) کارگردان، فیلم‌بردار، تهیه‌کننده، فیلم‌نامه‌نویس، هنرپیشه، نقاش و شاعر اهل بریتانیا است. وی از سال ۱۹۹۵ میلادی تاکنون مشغول فعالیت بوده‌است. از فیلم‌های او می‌توان به تاریخ مجهول آمریکا اشاره کرد. وی همچنین موزیک ویدئوهای متعددی را با هنرمندانی مثل رد هات چیلی پپرز و جانی کش کارگردانی کرده‌است.

## زندگی شخصی
کی در کودکی به اختلال گفتاری دچار بود. این اختلال به قدری شدید بود که تا سن ۲۷ سالگی پشت تلفن صحبت نمی‌کرد. وی با یان لین کی تهیه‌کننده و بازیگر ازدواج کرده‌است.

## فیلمشناسی
- تاریخ مجهول آمریکا (۱۹۹۸)
- دریاچه آتش (۲۰۰۶) (مستند)
- گذر آب سیاه (۲۰۰۹)
- جدایی (۲۰۱۱)